# ARBOmedia
ARBOmedia AG este o companie de publicitate din Germania, cotată la Bursa din Frankfurt.
Este prezentă pe piețele din Germania, Cehia, Polonia, România, Slovacia, Spania și Turcia.
În septembrie 2008, pachetul majoritar de acțiuni al ARBOmedia a fost cumpărat de Goldbach Media Group, care este cea mai mare regie de vânzări de publicitate electronică, interactive și mobile din Germania.

## ARBOmedia în România
ARBOmedia este prezentă și în România, unde a realizat o cifră de afaceri de 10,4 milioane euro în anul 2007.
În ianuarie 2009, ARBOmedia România gestiona spațiul publicitar al unei rețele de 44 ziare locale și 18 reviste, două rețele de publicitate indoor și furniza servicii complementare specifice industriei de publicitate-planning, monitoring, buying și strategie de vânzări media.
Departamentul de publishing online, ARBOinteractive, creat în anul 2000, s-a desprins ca firmă separată în anul 2008.
ARBOmedia controlează și firma European Media Investment (EMI) AG care în anul 2008 deținea o rețea de presă locală ce include Ziarul de Iași, Viata Liberă Galați, Ziarul de Brăila, Obiectiv – Ediție de Vaslui, Monitorul de Alba, Monitorul de Cluj, Monitorul de Sibiu și Monitorul de Mediaș.
În iulie 2009, Grupul EMI a anunțat, retragerea din acționariatul Companiei de Media SA, editorul ziarelor Monitorul de Cluj, Monitorul de Sibiu, Monitorul de Mediaș și Monitorul de Alba.
Portofoliul grupului mai include Obiectiv - Ediție de Vaslui, Viața Liberă Galați și Ziarul de Iași.